# Parti pirate (Suède)
Pour les autres articles nationaux ou selon les autres juridictions, voir Liste des partis pirates et Parti pirate.
Le Parti pirate (en suédois Piratpartiet) est un parti politique suédois fondé en 2006. Ce parti s'attache notamment à réformer les droits de la propriété intellectuelle, comme le copyright, les brevets et la protection des œuvres. Le programme comprend aussi un soutien au renforcement des droits fondamentaux relatifs à la vie privée (comme la propriété privée et les informations privées), à la fois sur Internet et dans la vie courante. Le Parti pirate devient en mai 2009 le troisième plus gros parti suédois en nombre de membres. Ung Pirat, la branche étudiante du Parti pirate, est la plus grosse organisation politique des jeunesses suédoises. Grâce à cette popularité, de multiples partis du même nom prolifèrent de par le monde.

## Histoire

Membres du parti après le procès de The Pirate Bay condamnant les trois fondateurs du site.

À l'origine, le parti est contre le droit des marques, mais le premier programme formel du parti n'inclut pas ce point. Ce programme inclut également des modifications par rapport à ce que le parti pense du copyright et des brevets, entre autres. Après un mois d'existence, le parti compte 900 adhérents, payant leur cotisation de membre cinq couronnes suédoises (soit environ 0,64 USD ou 0,5 € en 2009), pouvant être payés par SMS. En mars 2008, il compte 11 800 membres, soit plus que le Parti de gauche. La direction de ce parti se compose de Rickard Falkvinge (fondateur), Christian Engström, Fredrike Lantz, Balder Lingegård, Mika Sjöman, et Joakim Lundborg. Mikael Viborg en a été membre. En avril 2009, le parti profite de l'attention médiatique portée au procès de The Pirate Bay. La barre des 30 000 adhérents est atteinte au lendemain du procès.
Son principal dirigeant est Rickard Falkvinge entre 2006 et 2011. Il réalisa un score de 7,1 % aux élections de mai 2009, ce qui accorde à son vice-président Christian Engström un siège au parlement européen, ce score étant sans doute une réaction due au procès contre le site web The Pirate Bay : il fut choqué face à la condamnation des fondateurs de The Pirate Bay à un an de prison et à 3 millions d'euros mais conforté dans sa démarche pour les européennes. Le scoop de la radio suédoise montrant que le juge ayant condamné The Pirate Bay fait partie de lobbies influents du copyright a beaucoup augmenté le succès de ce parti.

### Élections générales suédoises de 2006
Il espérait obtenir au moins 225 000 voix aux élections législatives de 2006, ce qui lui aurait permis d'obtenir un groupe parlementaire au Riksdag. Il se contente finalement de 34 918 voix (soit 0,63 % des suffrages exprimés), son meilleur résultat lors d'une élection nationale. Il devient alors le douzième plus gros parti du scrutin. Malgré ce score, Falkvinge a déjà prévu de participer aux élections législatives de 2010.

### Élections européennes de 2009
Lars Gustafsson apporte son soutien et votera pour le PiratPartiet aux élections européennes de 2009. Comme 7,9 % des Suédois, selon un institut de sondage.
Lors des élections européennes de 2009, le parti obtient 7,1 % des suffrages exprimés (plus de 214 000 voix) et fait donc son entrée au parlement européen avec un élu, puis finalement deux à la suite de l'entrée en vigueur du traité de Lisbonne : Christian Engström et Amelia Andersdotter. Le parti a rejoint le Groupe des Verts/Alliance libre européenne pour peser sur les débats pendant la législature.

## Idéologie
Le programme du parti se concentre sur des sujets transversaux et il n'est donc pas possible d'attribuer au Parti pirate une position de droite ou de gauche.
Le Parti pirate veut « un Internet libre, sans aucune licence, dans une société ouverte. La liberté de communication est l'une des bases des droits de l'homme et fait partie de la Convention européenne des droits de l'homme. Les nouvelles technologies sont quelque chose de fantastique que nous devons encourager, et non entraver en mettant en prison les gens qui fournissent des infrastructures. Les politiciens ne pourront jamais mettre un terme à l'échange de fichiers mais ils peuvent causer des dommages à Internet et aux gens qui œuvrent pour le développer ».

### Objectifs
Ses objectifs sont :
- Réformer la loi sur les droits d'auteur ;
- Abolir les brevets sur les logiciels et le vivant ;
- Améliorer la protection de la vie privée.

#### Droits d'auteur
Le Parti pirate souhaite établir un équilibre juste entre les intérêts des consommateurs et des éditeurs. Selon le parti, le pair à pair devrait être encouragé et non criminalisé et l'usage non commercial des œuvres devrait être libre. Le parti souhaite aussi la disparition des DRM.
Extrait du site officiel du Parti pirate (traduction non officielle) :

« Le but officiel du système de droits d'auteur a toujours été de trouver un équilibre entre les intérêts des éditeurs et des consommateurs, afin de promouvoir la création et la diffusion de la culture. Aujourd'hui cet équilibre a été complètement perdu, à un point où les lois sur le droit d'auteur limitent considérablement la chose même qu'ils sont censés favoriser. Le Parti pirate veut reconstituer l'équilibre dans la législation sur le droit d'auteur. Tous les usages et copies non commerciales devraient être complètement libres. Le partage de fichiers et les réseaux P2P devraient être encouragés plutôt que criminalisés. La culture et la connaissance sont de bonnes choses, plus elles sont partagées plus leur valeur augmente. »

Le Parti pirate souhaite limiter les droits d'auteur à 5 ans. 5 ans après la publication originale, tout travail publié serait dans le domaine public. Selon Richard Stallman, le fondateur du projet GNU, cette intention est contraire aux intérêts des logiciels libres. Ceux-ci se retrouveraient discriminés par rapport aux logiciels commerciaux car ces derniers n'auraient, en l'état actuel des intentions du Parti pirate, aucune obligation de publier leurs codes sources. Les sociétés commerciales pourraient ainsi, passé ce délai de 5 ans, incorporer du code libre dans leurs projets alors que les programmeurs du monde libre ne pourraient pas incorporer le code non divulgué des projets commerciaux.

#### Brevets
L'objectif du parti concernant les brevets est leur abolition, notamment car ses membres jugent immoral de breveter des êtres vivants ou encore car, selon eux, les brevets déposés par l'industrie pharmaceutique favorisent la propagation des maladies dans les pays pauvres.
Extrait du site officiel du Parti pirate (traduction non officielle) :

« Le Parti pirate propose une solution constructive et raisonnée pour une alternative aux brevets pharmaceutiques. Elle résoudrait non seulement ces problèmes, mais donnerait également plus d'argent à la recherche pharmaceutique, […]. C'est quelque chose dont nous voudrions discuter à un niveau européen. »

#### Droit à la vie privée
Selon le Parti pirate, depuis le 11 septembre 2001, le respect de la vie privée est bafoué sur fond de lutte contre le terrorisme.
Extrait du site officiel du Parti pirate (traduction non officielle) :

« Il ne s'est pas écoulé vingt ans depuis la chute du mur de Berlin, et il y a pléthore d'autres exemples terrifiants de surveillance ayant mal tourné dans l'histoire récente de l'Europe. »

### Citations
Le fondateur du Piratpartiet, Rickard Falkvinge, se présente comme un « ultra-capitaliste ».

« Les conservateurs ne sont pas pour le capitalisme pur. Ils sont une espèce de poules mouillées sociales-libérales. (...) Je me définis comme ultracapitaliste, et c'est à partir de ce positionnement que je me suis impliqué politiquement. (…) La bataille maintenant se joue sur les droits des citoyens, qui est le sujet majeur. Plus important que le système de santé, l'éducation, le nucléaire, la défense et toute cette merde dont on débat depuis quarante ans. »

## Dirigeants

### Présidents
| N° | Portrait | Nom                           | Début            | Fin              |
| -- | -------- | ----------------------------- | ---------------- | ---------------- |
| 1  |          | Rickard Falkvinge (1972)      | 1er janvier 2006 | 1er janvier 2011 |
| 2  |          | Anna Troberg (1974)           | 1er janvier 2011 | 2 mai 2016       |
| 3  |          | Magnus Andersson (en) (1973)  | 2 mai 2016       | 13 octobre 2019  |
| 4  |          | Katarina Stensson (en) (1988) | 13 octobre 2019  | en cours         |

## Résultats électoraux

### Élections parlementaires (Riksdag)
| Année | Élus    | Votes  | %     | Rang |
| ----- | ------- | ------ | ----- | ---- |
| 2006  | 0 / 349 | 34 918 | 0,6 % | 10e  |
| 2010  | 0 / 349 | 38 491 | 0,7 % | 9e   |
| 2014  | 0 / 349 | 26 515 | 0,4 % | 10e  |
| 2018  | 0 / 349 | 7 326  | 0,1 % | 12e  |
| 2022  | 0 / 349 | 9 135  | 0,1 % | 12e  |

### Élections européennes
| Année | Députés | Votes   | %     | Rang | Groupe    |
| ----- | ------- | ------- | ----- | ---- | --------- |
| 2009  | 1 / 18  | 225 915 | 7,1 % | 5e   | Verts/ALE |
| 2014  | 0 / 20  | 82 763  | 2,2 % | 10e  |           |
| 2019  | 0 / 20  | 26 526  | 0,6 % | 10e  |           |